# Час жовтої трави
«Час жовтої трави» («Время жёлтой травы») — радянський телефільм 1991 року, знятий режисером Майрам Юсуповою на студіях «Союзтелефільм» і «Таджикфільм».

## Сюжет
Люди гірського селища втомилися від труднощів, і хтось, можливо Бог, посилає їм на спасіння останнє випробування. Недалеко від кишлаку вони знаходять мертву людину… Через цю надзвичайну для цих місць подію та різне до неї ставлення розкриваються характери, долі та звичаї.

## У ролях
- Роланд Тер-Макаров — загиблий
- Шералі Абдулкайсов — Аліназар
- Бободжон Хасанов — роль другого плану
- Мусавар Мінаков — роль другого плану
- Самад Ахмедов — роль другого плану
- Різо Мухіддінов — роль другого плану
- Барзу Абдуразаков — роль другого плану
- Джамшед Усмонов — роль другого плану
- Сафар Хакдодов — дурачок
- Боймурод Атобуллаєв — роль другого плану
- Бахтіяр Умаров — роль другого плану
- Марджан Назардодова — роль другого плану
- Гульчехра Садикова — роль другого плану
- Мухаббат Саттарова — роль другого плану
- Хайрініссо Ісмаїлова-Атобуллаєва — роль другого плану
- Шохбібі Мухіддінова — роль другого плану
- Махбуба Ахмедова — роль другого плану
- Нозукмо Шомансурова — роль другого плану
- Абдугафор Карімов — роль другого плану
- Аноргуль Мухіддінова — роль другого плану
- Абдукарім Кадиров — роль другого плану

## Знімальна група
- Режисер — Майрам Юсупова
- Сценаристи — Олексій Катунін, Давид Чубінішвілі, Сайф Рахімов
- Оператори — Закрійо Іраїлов, Окіл Хамідов
- Композитор — Павло Турсунов
- Художник — Валерій Новосьолов